# Skinner (Familienname)
Skinner ist ein englischer Familienname.

## Herkunft und Bedeutung
Skinner ist ein Berufsname und steht für einen Händler von Häuten (englisch skin).

## Namensträger

### Familienname

#### A
- Aaron Nichols Skinner (1845–1918), US-amerikanischer Astronom
- Aisha Skinner (* 1999), deutsche Volleyballspielerin
- Al Skinner (* 1952), US-amerikanischer Basketballspieler
- Alex Skinner (* 1963), namibischer Rugby-Union-Spieler
- Alexander Skinner (* 1998), namibischer Schwimmer
- Alf Skinner (1894–1961), kanadischer Eishockeyspieler

#### B
- B. F. Skinner (Burrhus Frederic Skinner; 1904–1990), US-amerikanischer Psychologe
- Benito Skinner (* 1993), amerikanischer Comedian und Schauspieler
- Bob Skinner (* 1931), US-amerikanischer Baseballspieler und -manager
- Brett Skinner (* 1983), kanadischer Eishockeyspieler
- Brian Skinner (Basketballspieler) (* 1976), US-amerikanischer Basketballspieler
- Brian J. Skinner (1928–2019), australischer Geologe

#### C
- Callum Skinner (* 1992), schottischer Radsportler
- Catherine Skinner (* 1990), australische Sportschützin
- Carlton Skinner (1913–2004), US-amerikanischer Offizier und Politiker
- Charles R. Skinner (1844–1928), US-amerikanischer Politiker
- Christopher Skinner (* 1972), US-amerikanischer Mathematiker
- Claire Skinner (* 1965), englische Schauspielerin
- Cornelia Otis Skinner (1899–1979), US-amerikanische Schauspielerin, Dramatikerin, Drehbuchautorin und diseuse

#### E
- E. Benjamin Skinner (* 1976), US-amerikanischer Journalist und Schriftsteller
- Edwin Skinner (* 1940), Leichtathlet aus Trinidad und Tobago
- Elliott Skinner (1924–2007), US-amerikanischer Anthropologe und Diplomat
- Ernest Martin Skinner (1866–1960), US-amerikanischer Orgelbauer

#### F
- Frank Skinner (Komponist) (1897–1968), US-amerikanischer Komponist
- Frank Skinner (Komiker) (* 1957), englischer Komiker und Schauspieler

#### G
- George Skinner (1872–1931), britischer Unternehmer und Sportschütze
- George Ure Skinner (1804–1867), britischer Unternehmer, Forschungsreisender und Pflanzensammler

#### H
- Hank Skinner (1962–2023), US-amerikanischer Häftling und Todeskandidat
- Harry Skinner (1855–1929), US-amerikanischer Politiker
- Herbert Skinner (1900–1960), britischer Physiker
- Hugh Skinner (* 1985), britischer Schauspieler

#### J
- James Scott Skinner (1843–1927), schottischer Komponist, Violinist und Tanzlehrer
- Jeff Skinner (* 1992), kanadischer Eishockeyspieler
- Jim Skinner (* 1944), US-amerikanischer Manager
- Jimmy Skinner (eigentlich James Donald Skinner; 1917–2007), kanadischer Eishockeyspieler und -trainer
- Joel Skinner (* 1961), US-amerikanischer Baseballspieler
- John Skinner (Dichter) (1721–1807), britischer Dichter und Historiker
- John Skinner (Bischof) (1744–1816), britischer Theologe und Geistlicher, Bischof von Aberdeen und Orkney
- John Skinner (Archäologe) (1772–1839), britischer Priester und Archäologe
- John Skinner (Cricketspieler) (1850–1926), britischer Cricketspieler
- John D. Skinner (1932–2011), südafrikanischer Mammaloge
- John Kendrick Skinner (1883–1918), britischer Soldat
- John Stuart Skinner (1788–1851), amerikanischer Anwalt und Verleger
- Jorge Skinner-Klée Arenales (* 1957), guatemaltekischer Diplomat
- Joy-Ann Skinner, barbadische Diplomatin
- Julie Skinner (* 1968), kanadische Curlerin

#### K
- Kevin Skinner (1927–2014), neuseeländischer Rugby-Union-Spieler

#### L
- Leslie Skinner (1900–1978), US-amerikanischer Raketeningenieur

#### M
- Mark W. Skinner (* 1955), US-amerikanischer Botaniker
- Mickey Skinner (* 1958), englischer Rugby-Union-Spieler
- Mike Skinner (Rennfahrer) (* 1957), US-amerikanischer Rennfahrer
- Mike Skinner (Musiker) (The Streets; * 1978), englischer Rapper und Musiker

#### N
- Ntala Skinner (* 1973), US-amerikanische Biathletin

#### O
- Otis Skinner (1858–1942), US-amerikanischer Schauspieler und Autor

#### P
- Patricia Skinner (* 1965), britische Mediävistin
- Patrick James Skinner (1904–1988), kanadischer Geistlicher, römisch-katholischer Erzbischof von Saint John’s, Neufundland
- Peter Skinner (* 1959), britischer Politiker

#### Q
- Quentin Skinner (* 1940), britischer Politikwissenschaftler und Historiker

#### R
- Richard Skinner (1778–1833), US-amerikanischer Politiker
- Robert J. Skinner (*um 1967), pensionierter Generalleutnant der US Air Force

#### S
- Sam Skinner (* 1994), schottischer Rugby-Union-Spieler
- Samuel K. Skinner (* 1938), US-amerikanischer Politiker
- Stephen Skinner (Politiker), US-amerikanischer Politiker
- Stephen Skinner (Botaniker) (* 1950), australischer Botaniker
- Stuart Skinner (* 1998), kanadischer Eishockeytorwart

#### T
- Thomas Skinner (Historiker) (1629?–1679), britischer Historiker
- Thomas Skinner (Autor) (1800?–1843), britischer Soldat und Reiseschriftsteller
- Thomas Skinner (Ingenieur) (1804–1877), britischer Straßenbauingenieur und Staatsmann
- Thomas Skinner (Segler), britischer Segler
- Thomas Gregory Skinner (1842–1907), US-amerikanischer Politiker
- Thomson J. Skinner (1752–1809), US-amerikanischer Politiker
- Todd Skinner (1958–2006), US-amerikanischer Bergsteiger
- Tom Skinner (Politiker) (Thomas Edward Skinner; 1909–1991), neuseeländischer Politiker (NZLP)
- Tom Skinner (Prediger) (1942–1994), US-amerikanischer Prediger und Autor
- Tom Skinner (Countrymusiker) (1954–2015), US-amerikanischer Countrygitarrist und -sänger
- Tom Skinner (Jazzmusiker) (* 1980), englischer Jazzschlagzeuger

#### W
- William Skinner († 2015), US-amerikanischer Leichtathlet

### Fiktive Figuren
- Seymour Skinner, Lehrer bei den Simpsons, siehe Figuren aus Die Simpsons #Rektor Seymour Skinner
- Walter Skinner, Hauptfigur der Fernsehserie Akte X – Die unheimlichen Fälle des FBI